# 1903年の相撲
1903年の相撲（1903ねんのすもう）は、1903年の相撲関係のできごとについて述べる。
1902年-1903年-1904年

## 本場所など
- 1月場所（東京相撲）[1]
  - 興行場所:本所回向院
  - 1月11日より晴天10日間興行
- 1月場所（大阪相撲）[2]
  - 興行場所:南地五階南入空地
  - 晴天10日間興行
- 5月場所（東京相撲）[3]
  - 興行場所:本所回向院
  - 5月10日より晴天10日間興行
- 5月場所（大阪相撲）[4]
  - 興行場所:南地五階北手空地
  - 晴天10日間興行
- 6月場所（東京大阪合併相撲）[5]
  - 興行場所:南地南海駅前五階北手空地
  - 6月17日より晴天10日間興行
    - 第5回内国勧業博覧会余興相撲として興行。

## 誕生
- 1月25日 - 常陽山正治（最高位：十両筆頭、所属：出羽海部屋、+ 1972年【昭和47年】）
- 2月19日 - 若瀬川栄蔵（最高位：前頭筆頭、所属：楯山部屋→伊勢ヶ濱部屋、+ 1990年【平成2年】）[6]
- 4月10日 - 初代木村今朝三（元・三役格行司、+ 1971年【昭和46年】）
- 4月11日 - 立汐唯五郎（最高位：十両5枚目、所属：振分部屋、+ 1935年【昭和10年】）
- 5月20日 - 大矢崎信哉（最高位：十両2枚目、所属：峰崎部屋→片男波部屋→伊勢ノ海部屋→花籠部屋、+ 没年不明）
- 8月8日 - 三池山大五郎（最高位：十両9枚目、所属：陸奥部屋、+ 1951年【昭和26年】）
- 8月17日 - 雷ノ峰伊助（最高位：前頭3枚目、所属：雷部屋→白玉部屋→八角部屋→立浪部屋、+ 1940年【昭和15年】）[7]
- 9月17日 - 男女ノ川登三（第34代横綱、所属：高砂部屋→佐渡ヶ嶽部屋→高砂部屋→佐渡ヶ嶽部屋、+ 1971年【昭和46年】）[8]
- 10月1日 - 太刀若峯五郎（最高位：前頭6枚目、所属：友綱部屋→東関部屋→高砂部屋、+ 1988年【昭和63年】）[9]
- 11月1日 - 天竜三郎（最高位：関脇、所属：出羽海部屋、+ 1989年【平成元年】）[10]
- 12月15日 - 玉錦三右エ門（第32代横綱、所属：二所ノ関部屋→粂川部屋→二所ノ関部屋、+ 1938年【昭和13年】）[11]

## 死去
- 7月4日 - 響舛市太郎（最高位：関脇、所属：中立部屋→境川部屋→高砂部屋、* 1859年【安政6年】）
- 8月9日 - 浦風林右エ門（最高位：関脇、所属：浦風部屋、年寄：浦風、* 1841年【天保12年】）
- 10月21日 - 陣幕久五郎（第12代横綱、所属：秀ノ山部屋、* 1829年【文政12年】）[12]